# 郑言 (唐朝状元)
鄭言（?—?），字垂之。
唐武宗會昌四年（844年）甲子科狀元，主考官是左僕射王起，同榜的還有趙嘏及項斯等人。曾任浙西觀察使王式從事。歷官秘书郎、左拾遗、太常博士。咸通六年（865年）正月，入翰林院。咸通八年（867年）十一月转授工部侍郎。著有《平剡录》一卷、《续会要》四十卷。